# 奧利夫鎮區 (密西根州克林頓縣)
奧利夫鎮區（英語：Olive Township）是位於美國密西根州克林頓縣的一個行政鎮區。

## 地方資料
奧利夫鎮區的面積為92.77平方千米，當中陸地面積為92.88平方千米，而水域面積為0.49平方千米。根據2020年美國人口普查的數據，當地共有人口2535人，而人口密度為每平方千米27.33人。